# Rhanterium adpressum
Rhanterium adpressum là một loài thực vật có hoa trong họ Cúc. Loài này được Coss. & Durieu miêu tả khoa học đầu tiên năm 1855.